# Porno for Pyros
Porno for Pyros was een Amerikaanse alternatieve rockband uit Los Angeles. De band ontstond in 1992 toen Jane's Addiction werd opgeheven en bestond uit de voormalige Jane's Addiction leden Perry Farrell (zang) en Stephen Perkins (drum) aangevuld met Peter DiStefano (gitaar) en Martyn LeNoble (bas). In 1998 stopte de band maar maakte in 2009 en in 2018/19 een comeback. 

## Albums
- Porno for Pyros (1993)
- Good God's Urge (1996)
- Rhino Hi-Five : Porno for Pyros (2007, compilatiealbum)